# Bloedbad van Rawagede
Het Bloedbad van Rawagede vond plaats op 9 december 1947 in het dorp Rawagede, het huidige Balongsari (West-Java), op zo’n 70 kilometer ten oosten van de Indonesische hoofdstad Jakarta. Op die dag werd bijna de gehele bevolking, 431 mensen, vermoord door Nederlandse militairen die in het dorp op zoek waren naar een onafhankelijkheidsstrijder. Aan het hoofd van de operatie stond majoor Fons Wijnen. In 1947 werd besloten om de daders van deze oorlogsmisdaad niet te vervolgen, ondanks de aanbeveling van generaal Spoor aan procureur-generaal H.W. Felderhof om Wijnen te vervolgen.
In de jaren 1946-1949 was Indonesië het toneel van een militaire confrontatie tussen Nederland en de in 1945 uitgeroepen Republiek Indonesië. Afgezien van twee kortdurende Nederlandse offensieven (de zogenaamde politionele acties) had die confrontatie meestentijds het karakter van een guerrilla-oorlog. De inzet van het conflict was de onafhankelijkheid van Indonesië, dat tot aan de Japanse bezetting tijdens de Tweede Wereldoorlog, een Nederlandse kolonie was geweest.
Een onderzoekscommissie van de Verenigde Naties oordeelde al op 12 januari 1948 dat het militaire optreden opzettelijk en meedogenloos was. Het rapport werd door de Nederlandse regering in de doofpot gestopt.
In 1968 vertelde Indië-veteraan Joop Hueting in de Volkskrant en bij de actualiteitenrubriek Achter het Nieuws over zijn ervaringen. Hij sprak van oorlogsmisdaden. Er werd in de Tweede Kamer over gesproken. Joop den Uyl vroeg om een parlementaire enquete. Het werd een archiefonderzoek onder leiding van Cees Fasseur. Hieruit kwam in 1969 de Nederlandse Excessennota voort.
Volgens deze nota, die aan Rawagede 12 regels wijdt, werden "ongeveer 20" Indonesische gevangenen geëxecuteerd, en waren 150 Indonesiërs omgekomen. Volgens de Stichting Comité Nederlandse Ereschulden ging het om 431 mensen.

## Recente aandacht
Op 17 augustus 1995 zond de Nederlandse tv-zender RTL-4 over dit onderwerp de documentaire Excessen van Rawaghedeh uit. Het tv-programma OVT (Onvoltooid verleden tijd) besteedde op 9 december 2007 aandacht aan dit onderwerp met de documentaire Het spoor terug: Het bloedbad van Rawagede. Op 2 februari 2008 liet actualiteitenrubriek EénVandaag het item Excuses voor Nederlands bloedblad? zien. Naar aanleiding van de uitzending van OVT stelde SP-Tweede Kamerlid Krista van Velzen op 4 januari 2008 Kamervragen aan minister van Buitenlandse Zaken, Maxime Verhagen.
Op 8 september 2008 meldde advocaat Gerrit Jan Pulles in de actualiteitenrubriek Netwerk dat 10 overlevenden van de executies de Nederlandse Staat aansprakelijk hebben gesteld en hem als advocaat in de arm genomen om de zaak alsnog voor de rechter te krijgen. Op 24 november 2008 maakte de landsadvocaat in een brief aan de nabestaanden van de slachtoffers van het bloedbad bekend dat de Nederlandse Staat geen schadevergoeding uitkeert omdat de kwestie verjaard is. Naar aanleiding van een motie van de SP woonde op 9 december 2008 de Nederlandse ambassadeur Nikolaos van Dam in Indonesië de herdenking van de massamoord bij.
In december 2009 spanden advocaten Liesbeth Zegveld en Anne Scheltema Beduin namens de weduwen en nabestaanden van de slachtoffers een rechtszaak aan tegen de Nederlandse Staat. De Staat stelde zich in mei 2010 op het standpunt dat het hier ging om oorlogsmisdaden, maar dat de vorderingen van de eisers inmiddels waren verjaard.
De zaak werd behandeld ter zitting van de rechtbank Den Haag op 20 juni 2011; een aantal weduwen (eisers) was voor de procesdag uit Balongsari overgekomen. Hun reiskosten waren bijeengesprokkeld door het eerdergenoemde Stichting Comité Nederlandse Ereschulden. Tijdens de zitting stelde de landsadvocaat dat de vordering te laat was ingediend en dat de zaak dus was verjaard. De Staat bleef op het standpunt staan dat de zaak in 1966 was afgerond met de toen gesloten financiële overeenkomst tussen Nederland en Indonesië. Nederland betuigde spijt en stelde 850.000 gulden aan ontwikkelingshulp beschikbaar voor Rawagade.
Bij de uitspraak van 14 september 2011 oordeelde de rechtbank Den Haag echter dat de Nederlandse Staat wél aansprakelijk is voor de schade van de nabestaanden, en deze schade moest vergoeden. Het beroep van de Staat op verjaring was volgens de rechtbank in dit geval onaanvaardbaar naar maatstaven van redelijkheid en billijkheid:
4.14. Vervolgens is aan de orde de vraag of het verjaringsberoep van de Staat gelet op de omstandigheden van dit specifieke geval naar maatstaven van redelijkheid en billijkheid onaanvaardbaar is. De rechtbank beantwoordt deze vraag voor een deel van eisers bevestigend en overweegt daartoe als volgt. Vooropgesteld moet worden dat in het onderhavige geval sprake is van een zeer uitzonderlijke situatie waarvan in de Nederlandse jurisprudentie geen precedenten bekend zijn. Het gaat in deze zaak immers om executies door Nederlandse militairen van ongewapende onderdanen van het toenmalige Koninkrijk der Nederlanden die zonder vorm van proces zijn uitgevoerd in het kader van de uitoefening van het koloniale bewind van de Staat over een inmiddels voormalige kolonie. De Staat kan, zoals hij ook onderkent, van deze executies een ernstig verwijt worden gemaakt. Ook op grond van het destijds geldende recht rustte op de Staat immers de verplichting tot bescherming van de lichamelijke integriteit en het leven van zijn onderdanen en kwam hem op geen enkele wijze het recht toe zonder vorm van proces mensen te doden of ernstig te verwonden. De ernstige verwijtbaarheid van het handelen van de Staat is kort na de executies komen vast te staan, getuige onder meer het rapport van de 'Committee of Good Offices on the Indonesian Question' van de VN Veiligheidsraad uit 1948 waarin de executies zijn aangemerkt als 'deliberate and ruthless', en is als zodanig ook door de hoogste militaire leiding erkend, getuige de briefwisseling tussen [commandant van het leger] en [procureur-generaal] waaruit volgt dat een strafrechtelijke vervolging van de voor de executies verantwoordelijke majoor [majoor] zonder meer tot een veroordeling zou hebben geleid. Deze bijzondere ernst van de aan de orde zijnde feiten en de kennis die de Staat van meet af aan daarvan heeft gehad is een belangrijke factor voor de door de rechtbank hierboven getrokken conclusie. Het gaat hier dus uitdrukkelijk niet om feiten die destijds aanvaardbaar werden geacht en enkel naar huidige inzichten onaanvaardbaar zijn.
4.15. De Staat heeft er, nu hij kennis droeg van de feiten en zijn verantwoordelijkheid daarvoor, eveneens van meet af aan rekening mee moeten houden dat hij tot vergoeding van de schade zou worden aangesproken. Door niettemin een afwachtende houding aan te nemen die naar het oordeel van de rechtbank niet past bij de ernst van de feiten en de kennis van de verwijtbaarheid daarvan heeft hij zichzelf in de positie gebracht dat de kwestie onafgewikkeld bleef. Een beroep op verjaring verdraagt zich daarmee niet. Daarmee spreekt de rechtbank niet in meer algemene zin het oordeel uit dat van aansprakelijke personen mag worden verwacht dat zij steeds zelf het initiatief tot vergoeding van de schade nemen, maar weegt zij de afwachtende houding van de Staat wel mee bij het oordeel dat een beroep op verjaring naar maatstaven van redelijkheid en billijkheid onaanvaardbaar is.
De hoogte van de schade zou in een volgend proces (schadestaatprocedure) worden bepaald.
Begin december 2011 kwamen de ontwikkelingen in een stroomversnelling. Het overleg van advocate Liesbeth Zegveld met minister van Buitenlandse Zaken Uri Rosenthal leidde in korte tijd tot een schikking. Naast een schadevergoeding van 20.000 euro per persoon, werd nadrukkelijk overeengekomen dat de Staat der Nederlanden zijn excuses zou maken voor het bloedbad in Rawagede. Op vrijdag 9 december 2011, 64 jaar nadat het bloedbad plaatsvond, betuigde ambassadeur Tjeerd de Zwaan in bijzijn van de wereldpers in Rawagede in het Engels en Indonesisch de Nederlandse excuses aan de nabestaanden.

## Documentaires
- De Excessen van Rawagedeh, Alfred Edelstein en Karin van Coeverden, uitgezonden 1995 door RTL 4
- Het spoor terug: Het bloedbad van Rawagede, OVT, 9 december 2007
- Rawagede-hoe manage je de beeldvorming rondom een massamoord, Jacco Versluis en Maud van de Reijt, Medialogica afl. 1, Human, NPO2, uitgezonden op 17 november 2019